# Harrikrisna Anenden
Harrikrisna Anenden (Mauritius, 1947) è un regista mauriziano.

## Biografia
Anenden è nato nel 1947. Appassionato di fotografia dall'infanzia, si è trasferito a Londra per studiare fotografia medica. Si è diplomato alla London Film School e ha studiato critica cinematografica presso l'Università di Londra.
Anenden ha lavorato come fotografo e tecnico di laboratorio per varie istituzioni, fra cui l'Università di Mauritius. Nel 1980 ha esordito come regista con L'Argile et la flamme. In seguito, ha lavorato per l'Organizzazione mondiale della sanità, dirigendo per suo mandato diversi documentari, fra cui Blood, the Gift of Life (1999) and Facing Up to AIDS (2000.)
Nel 2006, Anenden ha diretto La Cathédrale, che vede protagonista Lina, una giovane donna di Port Louis che respinge un fotografo invaghito di lei.; la rivista "Cinema Escapist" lo ha acclamato come miglior film mauriziano.
Nel 2012, Anenden ha diretto con il figlio Sharvan Les Enfants de Troumaron, tratto dal romanzo Ève de ses décombres (Eva dalle sue rovine) della moglie, la scrittrice Ananda Devi. Il film segue le vite di quattro adolescenti mauriziani, costretti a sopravvivere, tra violenza e prostituzione, in una delle aree più povere di Mauritius. Les enfants de Troumaron è stato premiato come Miglior Lungometraggio al Panafrican Film and Television Festival of Ouagadougou (FESPACO) del 2013., nonché Miglior Film agli African Movie Academy Awards del 2014, valendo inoltre ad Anenden, nella medesima manifestazione, il premio come Miglior Regista.
Anenden vive in Francia, a Ferney-Voltaire, con la moglie Ananda Devi.

## Filmografia parziale
- L'Argile et la flamme (1980)
- Blood, the Gift of Life (1999)
- Facing Up to AIDS (2000)
- La Cathédrale (2006)
- Les Enfants de Troumaron (2012)
- Un Sari sans fin (2016)